# Arboridia kakogawana
Arboridia kakogawana är en insektsart som först beskrevs av Matsumura 1932.  Arboridia kakogawana ingår i släktet Arboridia och familjen dvärgstritar. Inga underarter finns listade i Catalogue of Life.